# NGC 3022
NGC 3022 é uma galáxia lenticular (S0) localizada na direcção da constelação de Sextans. Possui uma declinação de -05° 09' 59" e uma ascensão recta de 9 horas, 49 minutos e 39,2 segundos.
A galáxia NGC 3022 foi descoberta em 19 de Fevereiro de 1830 por John Herschel.